# 로런 스크러그스
로런 스크러그스(영어: Lauren Scruggs, 2003년 1월 27일~)는 미국의 펜싱 선수로 주 종목은 플뢰레이다. 2024년 하계 올림픽 여자 플뢰레 개인전에서 은메달을 획득했고 단체전에서 금메달을 획득했으며 미국 흑인 여성 선수로는 최초로 올림픽 펜싱 개인 메달을 획득했다.